# Otis (Prison Break)
Otis este al  2-lea episod din sezonul al 2-lea al serialului de televiziune Prison Break.